# События вокруг телеканала «Гравис»
События вокруг телеканала «Гравис»  — инцидент, произошедший накануне президентских выборов на Украине 1994 года.
Национальный совет по телевидению и радиовещанию Украины принял решение об изъятии эфирного времени у ТРК «Гравис», который был обвинён в чрезмерном использовании русского языка, пропаганде насилия и рекламе алкоголя. Выдвигалось предположение, что причиной этого стала поддержка Леонида Кучмы, оппонента действующего президента Леонида Кравчука на выборах. Официально было объявлено, что причиной отключения «Грависа» было пиратское вещание. 26 июля 1994 года вещание телеканала было восстановлено. Закрытие канала снизило популярность Кравчука, общественность расценила события вокруг телеканала как попытку реанимации цензуры.

## Ход событий
Телеканал «Гравис» вещал на 35-м и 7-м телеканалах на Украине и контролировался малоизвестным предпринимателем Александром Волковым. 30 июля 1994 года был потерян сигнал 35-го канала, позже программы исчезли и с 7-го. Через несколько дней после этого председатель Нацсовета по вопросам телерадиовещания Владимир Барсук заявил, что причиной отключения телеканала стало «пиратское вещание» без лицензии на 35-м каналее. Также канал был обвинён в чрезмерном использовании русского языка, пропаганде насилия, рекламе алкоголя и табачных изделий. Однако данное заявление вызвало множество вопросов, так как был отключён также 7-й канал, законность которого не вызывала вопросов и на тот момент лицензиями ещё не обладала ни один телеканал. Выдвигалось предположение, что причиной могла быть поддержка телеканалом кандидатуры Леонида Кучмы на президентских выборах. В течение всей предвыборной кампании вещание телеканала отсутствовало и было восстановлено только 26 июля 1994 года. Победив на выборах, Кучма ликвидировал Нацсовет, но позже вновь восстановил его.